# Elezioni comunali in Toscana del 1996
Le elezioni comunali in Toscana del 1996 si tennero il 9 giugno e il 17 novembre.

## Elezioni del giugno 1996
Firenze 
 Scarperia 
| Candidati | Candidati                    | Voti  | %     | Liste                  | Voti  | %     | Seggi |
| --------- | ---------------------------- | ----- | ----- | ---------------------- | ----- | ----- | ----- |
|           | Alessandro Marchi ✔️ Sindaco | 2.344 | 58,16 | L'Ulivo                | 2.344 | 58,16 | 11    |
|           | Andrea Berti                 | 952   | 23,62 | Lista civica           | 952   | 23,62 | 3     |
|           | Patrizia Ciabatti            | 637   | 15,81 | Rifondazione Comunista | 637   | 15,81 | 2     |
|           | Luigi Olmi                   | 97    | 2,41  | Lega Nord              | 97    | 2,41  | -     |
| Totale    | Totale                       | 4.030 | 100   |                        | 4.030 | 100   | 16    |

 Lucca 
 Coreglia Antelminelli 
| Candidati | Candidati                 | Voti  | %     | Liste                           | Voti  | %     | Seggi |
| --------- | ------------------------- | ----- | ----- | ------------------------------- | ----- | ----- | ----- |
|           | Marco Remaschi ✔️ Sindaco | 1.902 | 56,37 | Centro-sinistra (liste civiche) | 1.902 | 56,37 | 11    |
|           | Marco Lera                | 1.472 | 43,63 | Centro-destra (liste civiche)   | 1.472 | 43,63 | 5     |
| Totale    | Totale                    | 3.374 | 100   |                                 | 3.374 | 100   | 16    |

## Elezioni del novembre 1996

### Grosseto

#### Castiglione della Pescaia
| Candidati | Candidati                    | Voti  | %     | Liste                         | Voti  | %     | Seggi |
| --------- | ---------------------------- | ----- | ----- | ----------------------------- | ----- | ----- | ----- |
|           | Franco Roggiolani ✔️ Sindaco | 2.284 | 41,52 | L'Ulivo                       | 2.284 | 41,52 | 11    |
|           | Giorgio Gabelli              | 1.650 | 29,99 | Centro-destra                 | 1.650 | 29,99 | 3     |
|           | Massimo Emiliani             | 1.476 | 26,83 | Partito Radicale              | 1.476 | 26,83 | 2     |
|           | Perla Conte Bottacci         | 91    | 1,65  | Lista civica di centro-destra | 91    | 1,65  | -     |
| Totale    | Totale                       | 5.501 | 100   |                               | 5.501 | 100   | 16    |